# Calumma tsaratananense
Calumma tsaratananense este o specie de cameleoni din genul Calumma, familia Chamaeleonidae, descrisă de Edouard-Raoul Brygoo și Domergue 1967. A fost clasificată de IUCN ca specie vulnerabilă. Conform Catalogue of Life specia Calumma tsaratananense nu are subspecii cunoscute.